# Camille Descossy
Camille Descossy, né le 24 mai 1904 à Céret (Pyrénées-Orientales) et mort le 20 août 1980 à Castelnou (ibid.), est un artiste peintre et un graveur français.

## Biographie
Élève de Fernand Cormon, sociétaire du Salon des indépendants, Camille Descossy expose ses œuvres au Salon de la Nationale et au Salon d'automne. Il fonde avec ces amis et artistes Georges Dezeuze, Albert Dubout, Germaine Richier, Paul Guéry, Gabriel Couderc et Paul Belmondo, le groupe Frédéric Bazille qui est attaché au travail sur le motif dans les paysages héraultais.
Il aborde un large éventail de sujets, dont des figures comme dans La Tentation de saint Antoine et des nus comme dans Nu à la pomme.
En 1927, il expose au Salon des indépendants les toiles Calvaire, Nu à la pomme et Les Tentations de saint Antoine
Il a été marié avec la peintre et illustratrice Suzanne Ballivet de 1925 en 1941. Ils ont eu un fils prénommé Michel.
Il est mort le 20 août 1980 à Castelnou.

## Œuvres
- Portrait de Louis Planchon, 1935, 110 × 90 cm, Montpellier, faculté de pharmacie[1].
- Orgues d'Ille-sur-Têt, 1937, Huile sur toile 73 × 60 cm, Ille-sur-Têt, Collection privée.